# Chūai
Chūai (jap. 仲哀天皇, ちゅうあいてんのう, Chūai-tennō) (18. godina cara Seimua/148.? - 6. dana 2. mjeseca 9. godine cara Chūaija/8. ožujka 200.) bio je 14. japanski car  prema tradicijskom brojanju. Bio je poznat kao Tarashinakatsuhiko no Sumeramikoto (足仲彦天皇, たらしなかつひこのすめらみこと).
O nadnevku njegova rođenja ne postoje pouzdani izvori. Konvencijski se uzima da je vladao od 11. dana 1. mjeseca 1. godine cara Chūaija / 11. veljače 192. -  6. dana 2. mjeseca 9. godine cara Chūaija / 8. ožujka 200.